# Гигантско колибри
Гигантските колибрита (Patagona gigas) са вид дребни птици от семейство Колиброви (Trochilidae).
Разпространени са по цялото протежение на Андите, като прекарват лятото във високите части на планината, до 4600 метра надморска височина, а зимата се спускат в по-ниски области. Те са най-едрите представители на семейството и достигат 230 милиметра дължина, 215 милиметра размах на крилете и маса 18 до 24 грама. Хранят се само с цветен нектар.